# Polinezija
Polinezija (grč. πολύς, mnogo; νῆσος, otok), naziv za otočne skupine u Tihom oceanu istočno od Melanezije i Mikronezije. Polineziju čini preko 1.000 otoka raštrkanih preko središnjeg i južnog dijela Tihog oceana, a najvažnije su otočne skupine Ellice, Phoenix, Samoa, Tonga, Tokelau, Cookovo Otočje, Društveni otoci, Markižansko otočje, Tuamotu, Tubuai, Uskršnji otok, Sala-y-Gomez i Ekvatorski otoci. Otoci su koraljnog i vulkanskog podrijetla. Na području Polinezije većinu stanovništva čine Polinezijci. Veće ekonomsko značenje ima Havajsko otočje i otočje Samoa. Brojni se polinezijski otoci nalaze pod upravom SAD, Ujedinjenog Kraljevstva, Novog Zelanda i Francuske.

## Definicija
Naziv "Polinezija" prvi je skovao Charles de Brosses 1756. godine kako bi označio sve otoke u Pacifiku. Godine 1831. Jules Dumont d'Urville je u svojem predavanju u Pariškom geografskom društvu predložio ograničenje uporabe naziva Polinezija, te je uz njega uveo još dva naziva, Mikronezija i Melanezija. Ova podjela na tri različite tihooceanske subregije ostala je u raširenoj uporabi do danas.
Polinezija se može geografski opisati kao trokut čije vrhove čine Havaji, Novi Zeland i Uskršnji otok. Ostale glavne otočne skupine smještene unutar polinezijskog trokuta su Samoa, Tonga i razni otočni lanci koji formiraju Cookove otoke i Francusku Polineziju. Izvan ovog velikog trokuta nalaze se polinezijski otoci Rotuma (pripada Fidžiju) i Tuvalu.
Polinezija je u biti antropološki termin koji se odnosi na jedan od tri dijela Oceanije (ostali su Mikronezija i Melanezija), a čije je pretkolonijalno stanovništvo općenito pripadalo jednoj etnokulturnoj obitelji kao posljedica stoljetnih maritimnih migracija. Kasnije su stigli zapadnjaci (maritimnije migracije) koji su naizmjenično zlostavljali, porobili i izmješali se sa stanovništvom.

## Povijest
Širenje lončarstva i domaćih životinja u Polineziji povezuje se s kulturom Lapita, koja se 1600-1200. pr. Kr. započela s Nove Gvineje širiti istočno sve do Fidžija, Samoe i Tonge. Tijekom tog vremena razvili su se aspekti polinezijske kulture posebice na otocima Samoa i Tonga. Oko 300. pr. Kr. ovaj novi polinezijski narod proširio se sa Samoe i Tonge na Cookove otoke, Tahiti-nui, Tuamotus i Hive. Patrick Kirch i Marshall Weisler potvrdili su to nakon što su na bazaltnim artefaktima pronađenima na oba otoka obavili fluorescentno datiranje X-zrakama. Oko 300. godine ili ranije Polinezijci su otkrili i naselili Uskršnji otok. To je potvrđeno arheološkim dokazom te uvođenjem flore i faune, koja je u skladu s tropskom indonezijskom kulturom, na ovaj netropski otok. Polinezijci su naselili Havaje oko 400., a Novi Zeland oko 1000. godine.
Za informacije o kolonizaciji i nezavisnosti slijedite poveznice za svaku naciju.

## Domorodačka kultura Polinezije
Polinezija se dijeli na dvije različite kulturne grupe: istočnu i zapadnu Polineziju. Kultura zapadne Polinezije uvjetovana je visokim populacijama. Ona ima jače institucije braka, te dobro razvijenu sudsku, monetarnu i trgovačku tradiciju. Obuhvaća otočne skupine Tongu, Samou i polinezijske periferne otoke.
Istočne polinezijske kulture visoko su se prilagodile manjim otocima i atolima uključujući Cookove otoke, Tahiti, Tuamotus, Markižansko otočje, Havaji i Uskršnji otok. Velike otoke Novog Zelanda prvi su naselili istočni Polinezijci koji su svoju kulturu prilagodili netropskoj okolini. Antropolozi istočni polinezijski sustav srodnosti nazivaju havajskim sustavom. Religija, poljoprivreda, ribolov, predviđanje vremena, konstukcija katamarana i navigacija bile su visoko razvijene vještine jer je stanovništvo na čitavom otoku moglo ovisiti o njima. Trgovina se sastojala od luksuznih i zemaljskih predmeta. Mnogi nisko položeni otoci mogli su pretrpjeti ozbiljnu glad ako je njihove vrtove zatrovala sol iz olujnih valova koje su uzrokovali harikeni. U tim slučajevima ribolov, primaran izvor proteina, ne bi ublažio nestašicu energije hrane. Pomorci su bili posebno poštovani, a svaki je otok imao navigacijsku kuću s brodogradilišnim područjem.
Polinezijska se naselja mogu podijeliti u dvije kategorije: zaselak i selo. Veličina naseljenog otoka određivala je da li će se zaselak izgraditi ili ne. Veći vulkanski otoci obično su imali zaseoke zbog mnogih zona koje su se na otoku mogle podijeliti. Hrana i resursi bili su obilniji, pa su se osnivala naselja od četiri ili pet kuća (obično s vrtovima) kako ne bi bilo preklapanja među zonama. Sela su, nasuprot njima, bila izgrađena na obalama manjih otoka i sastojala su se od trideset ili više kuća. Obično su bila utvrđena zidovima i palisadama napravljenima od kamena i drva. Zbog jake spremnosti u prihvaćanju novih ideja i zahvaljujući relativno velikom broju kršćanskih misionara na otocima, Polinezijci su spremno prihvatili kršćanstvo.
Svi polinezijski jezici pripadaju oceanijskoj jezičnoj obitelji, podgrani austronezijske jezične obitelji.

### Više informacija
- Polinezijska mitologija
- Popis Polinezijaca

## Ekonomija Polinezije
Uz iznimku Novog Zelanda, Havaja i teritorija pod stranom upravom, većina polinezijskih otoka ostvaruje svoje prihode od stranih pomoći i pošiljki iz drugih zemalja. Mnoga polinezijska mjesta poput Uskršnjeg otoka nadopunjuju tu pomoć novcem iz turizma. Neke zemlje imaju neuobičajene izvore prihoda poput Tuvalua koji trguje svojom internetskom domenom '.tv', koja se nalazi na samom vrhu internetskih domena.

## Primorski razvitak
U doba kada su europski mornari plovili pratnjom obalne linije po dnevnom svjetlu, Polinezijci su plovili nepreglednim prostorom Tihog oceana. Polinezija se sastoji od otoka raspršenih diljem trokutastog područja čije su stranice dugačke više od šest tisuća kilometara. Vrhove tog trokuta čine Havajski otoci, Uskršnji otok i Novi Zeland. Čitav prostor tog trokuta naseljen je jednim narodom jedinstvene kulture i jezika. Oni su koristili čitav raspon navigacijskih tehnika uključujući uporabu zvijezda, kretanje oceanskih struja, obrasce valova, interferentne obrasce zraka i mora koje uzrokuju otoci i atoli, let ptica, vjetrove i vrijeme.
Smatra se da je izvorna polinezijska migracija slijedila sezonske putove ptica. Ne samo da polinezijska usmena tradicija stavlja važnost na let ptica, već se i na obalama nalaze oznake dosega koje ukazuju na udaljene otoke u liniji s tim preletnim putovima. Ruta koja se koristi od Tahitija do Novog Zelanda slijedi migracije dugorepe kukavice kao što se putovanje od Tahitija do Havaja podudara sa stazom tihooceanske zlatne preslice i tahićanskog pozviždača. Polinezijci su poput ostalih pomorskih naroda bili poznati po uporabi ptica koje su brzo pronalazile obalu. Oni bi obično sa sobom uzeli jednu pticu iz porodice Fregatidae. Ptice iz te porodice odbijale su sletjeti na vodu jer bi njihovo perje postalo natopljeno, pa ne bi mogle poletjeti. Kada su Polinezijci mislili da se nalaze blizu obale pustili bi pticu koja bi letjela prema kopnu ili bi se vratila na čamac.
Polinezijci su bili prvi ljudi koji su navigaciju pomoću zvijezda razvili u finu umjetnost. Oni su koristili pelorus (budalasti kompas) s prikazom trideset dviju točaka, kojeg su vjerojatno preuzeli od Arapa prije nego što su iz Indije krenuli u kolonizaciju Tihog oceana. Pelorus je imao oznake za zvijezde koje su izlazile i zalazile na horizontu u gotovo jednako raspoređenim točkama. Polinezijci su zamišljali nebo kao unutrašnjost kupole na kojem se zvijezda kretala duž staze koja prolazi preko određenih otoka. Poznavali su više od sto pedeset zvijezda. Svakoj je zvijezdi dano ime, te znalo se mjesto i vrijeme njezina izlaska i zalaska, te preko kojih otoka prelazi. Stoga su polinezijski moreplovci mogli ploviti prema zvijezdi za koju su znali da se privremeno nalazi nad njihovim odredištem. Kako se zvijezda s vremenom pomicala prema zapadu oni su zakretali brod prema zvijezdi koju su slijedili, jer bi se zvijezda onda kretala nad ciljanim otokom. Polinezijci su pelorusom i vlastitim impresivnim znanjem mogli slijediti najkraću rutu tisućama milja bez ikakve instrumentacije ili karte. Zakretanjem kormila prema određenoj zvijezdi oni su zapravo slijedili veliku kružnicu do svojeg odredišta. Ova je metoda u principu savršenija od navigacije kompasom.
Polinezijci su u navigaciji također koristili valove i valovite formacije. Mnoga naseljiva područja Tihog oceana su skupine ili lanci otoka (ili atola) koji su grupirani u lance duge stotine kilometara. Takvi lanci imaju predvidljive učinke na oceanske valove i struje koji slijede oceanske jarke. Polinezijci su naučili učinke koje su razni otoci imali na oblik, smjer i gibanje morskih valova i struja, te su ih mogli prepoznati kao orijentire. To je bilo jako važno jer je dubina Tihog oceana učinila mjerenje dubine beskorisnim. Polinezijci su također mogli locirati otoke pomoću određenih formacija oblaka jer se plitka voda reflektirala na njihovoj donjoj strani. Budući da Polinezijci nisu crtali karte, oni nisu imali riječi za apsolutne mjere udaljenosti. Stoga su vrijeme potrebno za plovidbu između otoka mjerili u "kanu-danima."

## Otočne skupine
Domorodačkoj polinezijskoj kulturi pripadaju sljedeći otoci i otočne grupe, države ili subnacionalni teritoriji. Neki otoci polinezijskog podrijetla nalaze se izvan glavnog trokuta koji geografski definira regiju.
- Američka Samoa (prekomorski teritorij SAD-a)
- Anuta (na Solomonskim Otocima)
- Cookovo Otočje (samoupravna država u slobodnom savezu s Novim Zelandom)
- Emae (na Vanuatuu)
- Francuska Polinezija ("prekomorska zemlja", francuski teritorij)
- Hawai‘i (država SAD-a)
- Kapingamarangi (u Saveznim Državama Mikronezije)
- Loyauté otoci (zavisnost francuskog teritorija Nove Kaledonije)
- Mele (na Vanuatuu)
- Niue (samoupravna država u slobodnom savezu s Novim Zelandom)
- Novi Zeland (na maorskom se naziva Aotearoa)
- Nuguria (na Papui Novoj Gvineji)
- Nukumanu (na Papui Novoj Gvineji)
- Nukuoro (u Federalnim Državama Mikronezije)
- Ontong Java (na Solomonskim Otocima)
- Pileni (na Solomonskim Otocima)
- Rennell (na Solomonskim Otocima)
- Rotuma (otok na krajnjem jugu Fidžija)
- Samoa (nezavisna država)
- Sikaiana (na Solomonskim Otocima)
- Swains (politički dio Američke Samoe)
- Takuu (na Papui Novoj Gvineji)
- Tikopia (na Solomonskim Otocima)
- Tokelau (novozelandski prekomorski teritorij)
- Tonga (nezavisna država)
- Tuvalu (nezavisna država)
- Uskršnji otok (dio Čilea, na rapanujskom se naziva Rapa Nui)
- Wallis i Futuna (francuski prekomorski teritorij)

## Vanjske poveznice
- Južnopacifički organizator  Arhivirana inačica izvorne stranice od 5. prosinca 2006. (Wayback Machine)
- Karta Južnog Pacifika  Arhivirana inačica izvorne stranice od 16. ožujka 2005. (Wayback Machine)
- Polinezija